# Chonnonton

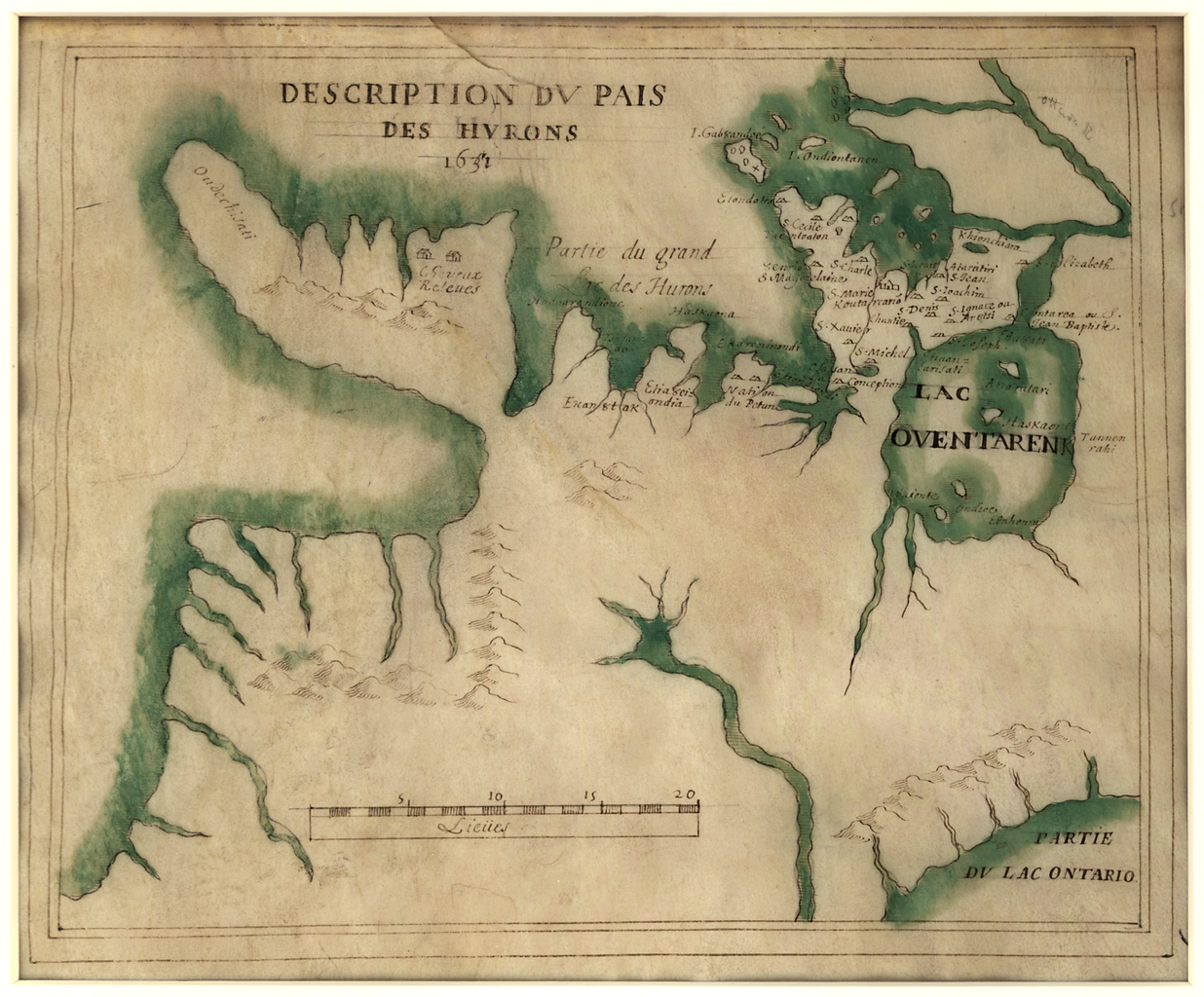
Karte auf Pergament von Ontario zwischen der Georgian Bay im Norden („Partie du Grand Lac des Hurons“) und dem Ontariosee im Süden, vom Huronsee im Westen bis zum Lake Simcoe im Osten („Lac Oventarenk“). Die Karte wurde zunächst auf 1631 datiert, später auf 1651. Conrad E. Heidenreich vermutete, dass die Karte im Wesentlichen zwischen 1639 und 1648 entstand und von Jean de Brébeuf (1593–1649) gezeichnet wurde. Vor allem sollte wohl die Lage der Jesuitenmissionen verdeutlicht werden.

Die Chonnonton, deren Name auf einer Karte von Samuel de Champlain (1567–1635) erscheint, konnten als kanadischer Indianerstamm nie nachgewiesen und auch nicht mit den Neutralen, deren Selbstbezeichnung nicht überliefert ist, in Verbindung gebracht oder gar gleichgesetzt werden. Dennoch taucht die Bezeichnung „Chonnonton“ immer wieder in der Literatur auf, hat es bis in die Romanliteratur geschafft, und erscheint einigen indigenen Gruppen in Ontario bis heute als vorkoloniale Selbstbezeichnung glaubhaft.
Die Bezeichnung „Chonnonton“ geht auf Champlain zurück, der wohl eine nicht mehr identifizierbare indigene Gruppe im südlichen Ontario auf einer Karte als „e qui chonnonton“ bezeichnete. Damit meinte er wohl eine Gruppe, die Rotwild hielt, wobei Tierhaltung, sieht man von Hunden ab, bei den Indianern Nordamerikas sonst nicht vorkommt. Als „People of the deer“, wie es bedeutungsgleich im Englischen heißt, wurden ansonsten nur die Mowachaht an der Pazifikküste Kanadas bezeichnet.

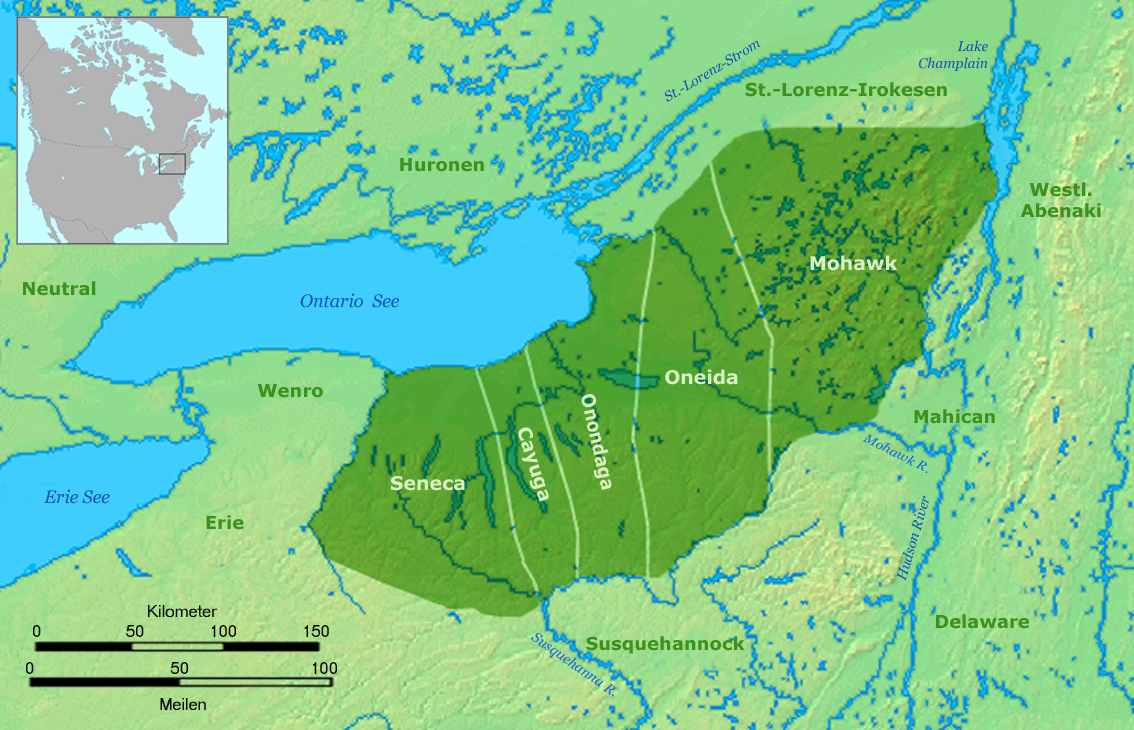
Das ungefähre Gebiet der Seneca innerhalb der fünf Nationen der Irokesen um 1650. Lange galten sie als Chonnonton, doch wurde ebenso ergebnislos über die „Neutralen“ spekuliert.

Die Identifikation dieses auf einer Karte verzeichneten Begriffs mit einem der Stämme ist seither nie gelungen. Conrad E. Heidenreich setzte die „Chonnonton“ 1976 in Explorations and mapping of Samuel de Champlain, 1603–1632 mit den irokesischen Seneca gleich, die auf dem Gebiet der heutigen USA lebten, wobei er diese Gleichsetzung als „almost certain“ (beinahe sicher) bezeichnete.
In solcherlei Sicherheit wiegte sich 1985 auch Wm. C. Noble in Tsouharissen's chiefdom: an early historic 17th century neutral Iroquoian ranked society, der die Karte von 1612 als „strikingly accurate“ bezeichnet. Doch deren Genauigkeit wurde später in Frage gestellt.
Frances L. Stewart und William D. Finlayson gingen im Jahr 2000 auf die eigentliche Quelle zurück. Sie stellten fest, dass die besagte Karte Champlains keineswegs so genau war, wie vielfach postuliert, sondern dass eine Reihe von Bezeichnungen überhaupt nicht mehr zuzuordnen sei. Darüber hinaus stellten sie fest, dass es im Zusammenhang mit den Neutralen keinerlei Hinweis darauf gebe, dass sie Rotwild hielten. Auch finde sich, so William C. Noble, in der Wyandotsprache kein analoger Begriff zum englischen Wort to tend. Daher bevorzugte John Steckley die Bezeichnung „people of the deer“. Einziger Bezug zu den Neutralen bleibt also die besagte Bezeichnung in der Karte Champlains neben dort eingezeichneten sechs Langhäusern, die etwa auf dem Gebiet der Neutralen eingezeichnet sind.
Doch auch im akademischen Bereich werden die inzwischen veralteten oder zumindest unsicheren Annahmen weiterhin kolportiert. So brachte Justin Miller in seiner allerdings nicht historischen Qualifikationsarbeit die Chonnonton mit Long Point in Zusammenhang. Noch die 3. Auflage des Historical Dictionary of Canada aus dem Jahr 2021 setzt die Neutralen und die Chonnonton ausdrücklich in eins: „the Chonnonton (Neutral)“.

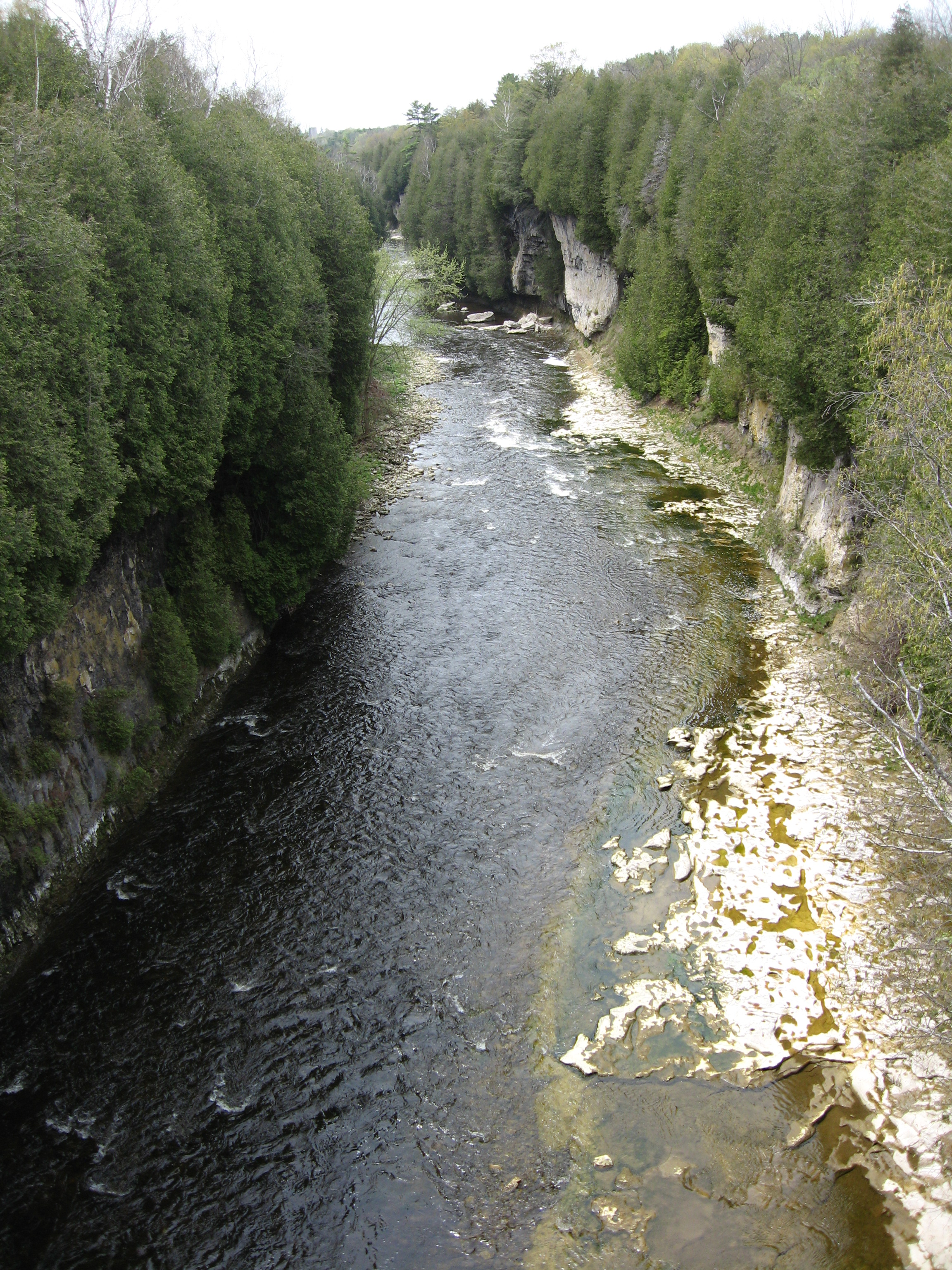
Die Elora-Schlucht

Die Canadian Encyclopedia nahm in der Druckfassung von 1988 an, die Chonnonton seien eine Gruppe der Neutralen; in der regelmäßig aktualisierten Online-Version, zuletzt 2025, werden die kontroversen Meinungen dazu dargestellt. Pat Montague geht auf seiner Website The Wampum Keeper, der sie auf der Niagara-Halbinsel nahe der Elora-Schlucht ansiedelt, immer noch davon aus. Auch trug sein historischer Roman The Wampum Keeper, der 1651 spielt, zur Verwirrung um den Begriff bei. Dies gilt bis in die jüngste Zeit.
Da indigene Gruppen die von europäischen Kolonialmächten benutzten Stammesbezeichnungen zunehmend ablehnen, wird vielfach auf die tatsächliche oder angebliche Selbstbezeichnung zurückgegriffen. So erschien 2014 ein Beitrag im Chattanoogan zur Herkunft der Cherokee, dass auch die Chonnonton zu ihrer Kultur beigetragen hätten, ebenso wie 2016, als dort die Chonnontan mit den Neutralen gleichgesetzt wurden.
Die heutigen Stämme der Region berufen sich gleichfalls in der Öffentlichkeit auf die Chonnonton, etwa 2013, anlässlich einer Landbesetzung, schrieben sie vom  „traditional territory of the Chonnonton people“.